# Norbert
Norbert ist ein männlicher Vorname.

## Herkunft und Bedeutung des Namens
Norbert ist ein alter germanischer Vorname und besteht aus Nor „Norden“ und beraht „glänzend“. Der Name war in Deutschland sehr beliebt, kam aber auch in Frankreich vor. Inzwischen wird er äußerst selten vergeben. Eine Variante des Namens „Norbert“ ist auch „Nordbert“, das sich ebenfalls aus „nor“ und „björt“ zusammensetzt. Dieser Name kommt vor allem in Skandinavien vor. „Norberto“ ist eine Variante von „Norbert“ im Spanischen und Portugiesischen. Der Stifter des Prämonstratenserordens Norbert von Xanten lebte im 11./12. Jahrhundert und war Erzbischof von Magdeburg. Er wurde 1582 heiliggesprochen.

## Variante
- Nordbert
- Norberto
- Norbertas, litauisch
- Norberta, weibliche Form
- Nuot, rätoromanisch

## Namenstag
- 6. Juni, bezieht sich auf Norbert von Xanten, einen deutschen Ordensgründer (Prämonstratenser) und Erzbischof des 11. Jahrhunderts, der 1582 heiliggesprochen wurde.

## Namensträger

### Vorname
- Norbert († 697), Hausmeier von Neustrien (687–95)
- Norbert von Brandenburg († 1205), Bischof von Brandenburg
- Norbert von Xanten (1080/85–1134), Stifter des Prämonstratenserordens, Erzbischof von Magdeburg

Norbert
- Norbert Abels (* 1953), deutscher Dramaturg, Publizist, Kulturwissenschaftler und Musiker
- Norbert Alich (* 1955), deutscher Kabarettist
- Norbert Angermann (* 1936), deutscher Hochschullehrer
- Norbert Barthle (* 1952), deutscher Politiker (CDU)
- Norbert Bisky (* 1970), deutscher Maler
- Norbert Blüm (1935–2020), deutscher Politiker (CDU), Autor und Kabarettist
- Norbert Bolz (* 1953), deutscher Medienwissenschaftler
- Norbert Brinkmann (* 1952), deutscher Fußballspieler
- Norbert Burgmüller (1810–1836), deutscher Komponist
- Norbert Brunner (Bischof) (* 1942), Schweizer Bischof
- Norbert Darabos (* 1964), österreichischer Politiker
- Norbert Denef (* 1949), deutscher Advokat
- Norbert Dickel (* 1961), deutscher Fußballspieler und Stadionsprecher
- Norbert Dobeleit (* 1964), deutscher Leichtathlet und Fernsehmoderator
- Norbert Dürpisch (* 1952), deutscher Radrennfahrer
- Norbert Eder (1955–2019), deutscher Fußballspieler
- Norbert Elias (1897–1990), deutscher Soziologe und Psychologe
- Norbert Gallinnis (* 1967), deutscher Fernschachspieler
- Norbert Gansel (* 1940), deutscher Politiker (SPD)
- Norbert Gastell (1929–2015), deutscher Schauspieler und Synchronsprecher
- Norbert Gebhardt (* 1948), deutscher Verfahrenstechniker und Hochschullehrer
- Norbert Geis (* 1939), deutscher Politiker (CSU)
- Norbert Groeben (* 1944), deutscher Psychologe und Literaturwissenschaftler
- Norbert von Hannenheim (1898–1945), deutscher Komponist
- Norbert Hansen (* 1952), deutscher Manager und Gewerkschafter
- Norbert Haug (* 1952), deutscher Journalist, Motorsport-Chef von Mercedes-Benz
- Norbert Heisterkamp (* 1962), deutscher Schauspieler
- Norbert Heß (1942–2013), deutscher Fußballspieler
- Norbert Hofer (* 1971), österreichischer Politiker (FPÖ)
- Norbert Hummelt (* 1962), deutscher Dichter, Übersetzer und Kulturjournalist
- Norbert Janzon (* 1950), deutscher Fußballspieler
- Norbert Kandel (* 1955), deutscher Journalist und Autor
- Norbert Conrad Kaser (1947–1978), Südtiroler Dichter
- Norbert Koof (* 1955), deutscher Springreiter
- Norbert Kricke (1922–1984), deutscher Bildhauer
- Norbert Kron (* 1965), deutscher Schriftsteller, Journalist und Filmemacher
- Norbert Kuhlmann (1934–2017), deutscher Mathematiker und Hochschullehrer
- Norbert Kühne (* 1941), deutscher Schriftsteller
- Norbert Lammert (* 1948), deutscher Politiker (CDU)
- Norbert Lang (* 1934), Schweizer Ingenieur, Dozent und Autor
- Norbert Lang (* 1942), deutscher Soziologe und Hochschullehrer
- Norbert Langer (1899–1975), österreichischer Literaturhistoriker und Schriftsteller
- Norbert Langer (* 1941), deutscher Schauspieler und Synchronsprecher
- Norbert Langer (* 1958), deutscher Astrophysiker und Hochschullehrer
- Norbert Langerwisch (* 1951), deutscher Politiker und Polizist
- Norbert Lehmann (* 1960), deutscher Journalist und Fernsehmoderator
- Norbert Lichtenecker (1897–1938), österreichischer Geograph
- Norbert Lins (* 1977), deutscher Ministerialbeamter und Politiker
- Norbert Meier (* 1958), deutscher Fußballtrainer und ehemaliger Fußballspieler
- Norbert Metz (1811–1885), luxemburgischer Ingenieur und Politiker
- Norbert Metz (1951–2018), deutscher Politiker (CDU) und  Landrat
- Norbert Mörs (* 1955), deutscher Jurist, Politiker (CDU) und Landrat
- Norbert Nachtweih (* 1957), deutscher Fußballspieler
- Norbert Neuß (* 1966), deutscher Erziehungswissenschaftler, Hochschullehrer
- Norbert Nigbur (* 1948), deutscher Fußballspieler
- Norbert Oberholzer (1930–1993), Schweizer Jodler, Jodel- und Blasmusikdirigent
- Norbert Oellers (* 1936), deutscher Germanist
- Norbert Orth (1939–2023), deutscher Opernsänger
- Norbert Pietralla (* 1967), deutscher Kernphysiker
- Norbert Prager (1891–1965), deutscher Unternehmer und Holocaustüberlebender
- Norbert Rohringer (1927–2009), österreichischer Schauspieler
- Norbert Röttgen (* 1965), deutscher Politiker (CDU)
- Norbert Scheed (1962–2014), österreichischer Politiker (SPÖ)
- Norbert Scheuer (* 1951), deutscher Schriftsteller
- Norbert Schmitz (* 1933), deutscher Physiker und Hochschullehrer
- Norbert Schmitz (* 1939), deutscher Mathematiker und Hochschullehrer
- Norbert Schmitz (1958–1998), deutscher Fußballspieler
- Norbert Schultze (1911–2002), deutscher Komponist
- Norbert Schultze junior (1942–2020), deutscher Komponist und Regisseur
- Norbert Schramm (* 1960), deutscher Eiskunstläufer
- Norbert Schwontkowski (1949–2013), deutscher Maler und Hochschullehrer
- Norbert Spaniol, deutscher Poolbillardspieler
- Norbert Sternmut (* 1958), deutscher Schriftsteller und Maler
- Norbert Peter Stiles, bekannt als Nobby Stiles (1942–2020), englischer Fußballspieler
- Norbert Szécsi (* 1990 oder 1991), ungarischer Pokerspieler
- Norbert Thiede (* 1949), deutscher Diskuswerfer
- Norbert Thom (1946–2019), deutscher Wirtschaftswissenschaftler
- Norbert Trelle (* 1942), deutscher Geistlicher, emeritierter Bischof von Hildesheim
- Norbert Walter (1944–2012), deutscher Ökonom, Chefvolkswirt der Deutschen Bank
- Norbert Walter-Borjans (* 1952), deutscher Politiker (SPD), Landesminister
- Norbert Weimper (* 1960), deutscher Autor und Journalist
- Norbert Weisser (* 1946), deutscher Schauspieler
- Norbert Wiener (1894–1964), amerikanischer Mathematiker
- Norbert Wieselhuber (* 1949), deutscher Unternehmensberater
- Norbert Zeilberger (1969–2012), österreichischer Organist, Cembalist und Pianist

Norberto
- Norberto Alonso (* 1953), argentinischer Fußballspieler
- Norberto Bobbio (1909–2004), italienischer Rechtsphilosoph und Publizist
- Norberto Briasco (* 1996), argentinisch-armenischer Fußballspieler
- Norberto Fontana (* 1975), argentinischer Automobilrennfahrer
- Norberto Fuentes (* 1943), kubanischer Journalist, lebt seit 1994 als Autor und Journalist in Miami/USA
- Norberto Gonzales (* 1947), philippinischer Politiker
- Norberto Méndez (1923–1998), argentinischer Fußballspieler
- Norberto Rivera Carrera (* 1942), mexikanischer Geistlicher und emeritierter römisch-katholischer Erzbischof von Mexiko-Stadt
- Norberto Santana (* 1943), dominikanischer Maler
- Norberto Téllez (* 1972), kubanischer Leichtathlet
- Norberto Yácono (1919–1985), argentinischer Fußballspieler
- Norberto Treviño Zapata (1911–1998), mexikanischer Politiker

### Familienname
- Hannah Norbert (1916–1998), österreichisch-britische Schauspielerin und Kabarettistin
- Marion Norbert-Riberolle (* 1999), französisch-belgische Radrennfahrerin

## Kirchengebäude
Den Namen Sankt Norbert tragen einige Kirchen (siehe Norbertkirche).

## Filme
- Tatort: Norbert

## Comicfiguren
- der notorische Norbert der Drogenfahnder in den Fabulous Furry Freak Brothers Gilbert Sheltons

## Bands
- Norbert & die Feiglinge (Mantasong)

## Unternehmen
- Norbert Hethke Verlag